# Barbosa (Santander)
Barbosa es un municipio del departamento de Santander, Colombia, que forma parte de la Provincia de Vélez.
Está a una distancia de 214 kilómetros de la capital del departamento,el Área Metropolitana de Bucaramanga, y a tan solo 70 kilómetros de la capital de departamento de Boyacá: Tunja, ciudad con la que tiene una cercana y amplia relación comercial y cultural, teniendo en cuenta que es la capital más cercana a toda la Provincia de Vélez. Entre sus actividades más importantes podemos destacar el "Festival del Río Suárez", que se realiza en enero durante las fechas de Reyes Magos, pasadas las fiestas de Año Nuevo, siendo una de la festividades que más atrae público local y de fuera del departamento por su programación y el popular "Paseo de Olla" al Río Suárez, además que la vida nocturna en Barbosa es muy agitada, donde incluso gente de Vélez, capital de la provincia de su mismo nombre, y población boyacense, llegan a pasar una noche o fin de semana de esparcimiento y diversión.

## Toponimia
Su nombre se origina en recuerdo del general español Heliodoro Barbosa, quien fue uno de los encomenderos de los indígenas Ubazas pertenecientes a la cultura Chibcha - muisca, pobladores de la región, y por lo cual se considera a toda la provincia de Vélez como más cercana a la idiosincrasia regional boyacense que a cualquier otra.

## División Político-Administrativa
Además de su cabecera municipal. Barbosa tiene bajo su jurisdicción los centros poblados:
- Buenavista
- Cite
- Cristales
- Francisco de Paula

## Historia
- Fecha de fundación: 21 de junio de 1940
- Nombre del fundador: Heliodoro Barbosa

Barbosa, llamada "Puerta de oro de Santander", por su privilegiada ubicación geográfica, su valle vistoso a orillas del río Suárez, le ha permitido constituirse en el centro neurálgico de una extensa región, y los caminos que confluyen en ella la han convertido en paso obligado y uno de los municipios más pujantes del departamento.
Su primer embrión fue el centro poblado de Cite, hoy corregimiento, fundado por Martín Galeano el 24 de mayo de 1539 (se considera la primera población fundada en el departamento de Santander, ya que Vélez se fundó el 3 de julio de 1539) y que por muchos años ostentó la categoría de municipio. Surgió por primera vez a la vida jurídica el 1 de octubre de 1939, precisamente en calidad de corregimiento adscrito a Nuestra Señora de Cite, pero su inusitado desarrollo, especialmente causado por su vertiginoso crecimiento comercial, en parte por la presencia de una estación del ferrocarril llevaron a la Asamblea del departamento a aprobar la ordenanza Nº42 del 21 de junio de 1940 convirtiéndola en cabecera municipal. 

### Conquista y colonización
Los primeros pobladores de los principales municipios de toda la provincia de Vélez fueron los Muiscas pertenecientes a la familia lingüística Chibcha. Los principales núcleos originarios existentes por las tierras trasegadas por Martín Galeano son los siguientes: agataes, con Chipatá como cabecera, y los clanes y rancheríos de los Ubasa en Guavatá, Ubasá, Güepsa y algunos otros puntos: yariguíes o lloriquíes, regados por la serranía que se extiende largo por detrás de Vélez hasta bien al norte; los Güepsa y chanchones por la margen oriental del río Sarabita y vertientes del Mochuelo o Fonce.
Ni los unos ni los otros estaban concentrados en grandes poblaciones. Eran clanes o agrupaciones familiares diseminados por aquí y por allá, con dialectos y costumbres frecuentemente disímiles. Por eso Galeano y su gente se llevaron un despiste cuando emprendieron su campaña, pensaban encontrar grandes pueblos y mucha gentilidad, y al cabo solo hallaron unas pocas agrupaciones, aunque sí aguerridas y luchadoras.

#### Arribo de los conquistadores
Los conquistadores pisaron estas tierras por primera vez en el año de 1539, cuando el conquistador Martín Galeano cumpliendo las órdenes de Gonzalo Jiménez de Quesada, de visitar las montañas Muiscas (Chibcha noroccidentales, en las cuales encontró semejantes a las de Vélez (España).
Martín Galeano, después de haber pasado por distintos territorios Guanes y librar varias batallas con los indígenas, en mayo de 1539 acamparon en las márgenes del río Suárez, donde hoy es Cite. La misión era fundar la ciudad de Vélez, pero las circunstancias no permitieron y después de citar varios nombres para este campamento lograron ponerse de acuerdo y lo denominaron Cite. Los soldados acampados en este lugar, agotados por el cansancio empezaron preguntarse el nombre que le colocarían diciendo... 

"Cite usted el nombre, compañero. Cite usted el nombre, compañero."

La región estuvo habitada por los indígenas Ubasas pertenecientes a la cultura Chibcha - Muisca, quienes se decía eran los más certeros tiradores de flecha con arco. El nombre de Barbosa se debe al del capitán español Helidoro Barbosa. Martín Galeano, en reconocimiento al comandante, mandó levantar un puente sobre el río Suárez al que llamó justamente "Puente Barbosa", sembrando por primera vez este nombre en la comarca.
Entre los primeros moradores de Barbosa que sentaron su planta en estas ricas comarcas se cuentan las familias de apellidos Ariza, Becaría, Camacho, Pinzón, Escamilla, Ulloa, Moncada, Sossa,Chaparro, Ríos y González.

## Geografía

### Reseña geográfica
El municipio de Barbosa está localizado en el extremo sur del departamento de Santander, en límites con el departamento de Boyacá, en la provincia de Vélez y Ricaurte, sobre la ribera del río Suárez entre las montañas que conforman la cordillera Oriental, a una distancia de la capital del país de 190 km, a 70 km de la ciudad de Tunja y de Bucaramanga a 214 km. Territorialmente posee una ubicación estratégica sobre la vía principal pavimentada nacional N° 45 que comunica a Bogotá con Bucaramanga, y sobre la Transversal del Carare, que comunica a Tunja con Vélez y el Río Magdalena, por lo que a Barbosa se le conoce como la “Puerta de Oro de Santander”.
La cabecera municipal de Barbosa está localizada sobre la margen izquierda del río Suárez, presenta las siguientes coordenadas a los 05° 55′ 57″ de latitud Norte y 73° 37′ 16″ de longitud oeste del meridiano de Greenwich. El área total del municipio es de 46.43 km2, que se distribuyen entre los 1588 m s. n. m., básicamente en el extremo norte del territorio, sobre el río Suárez, y los 2050 m s. n. m. en límites con Vélez y Güepsa.

### Límites
Barbosa limita por el norte con el municipio de Güepsa; por el sur con el municipio de Puente Nacional; por el oriente con el río Suárez y el municipio de Moniquirá (Boyacá), y por el occidente con los municipios de Vélez y Guavatá. Con Vélez, limita a lo largo de la cuchilla de Santa Rosa, en una longitud de 7,5 km, y hacia el extremo sudoeste, con Guavatá en cerca de medio kilómetro, y por el sur con Puente Nacional a lo largo de la quebrada Semiza, en un trayecto de 3,5 kilómetros, hasta su afluencia con el río Suárez. De allí, con el río Suárez de por medio, limita con el departamento de Boyacá, río que, a la altura del puente de la Libertad, sobre la vía nacional (Tunja-Bucaramanga), describe un amplio arco con dirección norte. La longitud del límite oriental sobre la ribera es de unos 14,3 km.
El municipio de Barbosa se comunica con Bogotá por Puente Nacional, Chiquinquirá, carretera pavimentada, y con Tunja mediante la transversal del Carare (Puerto Berrío, sobre el río Magdalena). También posee un aeródromo con pista de aterrizaje, de utilidad para equipos de aviación bimotor tipo chárter.
El servicio de energía eléctrica es prestado por Electrificadora de Santander; el de alumbrado público es prestado por Dolmen SA ESP
- Extensión total: 46.43 km²

### Clima
| Parámetros climáticos promedio de Barbosa | Parámetros climáticos promedio de Barbosa | Parámetros climáticos promedio de Barbosa | Parámetros climáticos promedio de Barbosa | Parámetros climáticos promedio de Barbosa | Parámetros climáticos promedio de Barbosa | Parámetros climáticos promedio de Barbosa | Parámetros climáticos promedio de Barbosa | Parámetros climáticos promedio de Barbosa | Parámetros climáticos promedio de Barbosa | Parámetros climáticos promedio de Barbosa | Parámetros climáticos promedio de Barbosa | Parámetros climáticos promedio de Barbosa | Parámetros climáticos promedio de Barbosa |
| Mes                                       | Ene.                                      | Feb.                                      | Mar.                                      | Abr.                                      | May.                                      | Jun.                                      | Jul.                                      | Ago.                                      | Sep.                                      | Oct.                                      | Nov.                                      | Dic.                                      | Anual                                     |
| ----------------------------------------- | ----------------------------------------- | ----------------------------------------- | ----------------------------------------- | ----------------------------------------- | ----------------------------------------- | ----------------------------------------- | ----------------------------------------- | ----------------------------------------- | ----------------------------------------- | ----------------------------------------- | ----------------------------------------- | ----------------------------------------- | ----------------------------------------- |
| Temp. máx. media (°C)                     | 22.9                                      | 23.2                                      | 23.3                                      | 23.1                                      | 23.1                                      | 23.6                                      | 23.8                                      | 24.2                                      | 23.9                                      | 22.8                                      | 22.2                                      | 22.6                                      | 23.2                                      |
| Temp. media (°C)                          | 17.9                                      | 18.3                                      | 18.3                                      | 18.3                                      | 18.4                                      | 18.5                                      | 18.4                                      | 18.6                                      | 18.5                                      | 18.0                                      | 17.6                                      | 17.8                                      | 18.2                                      |
| Temp. mín. media (°C)                     | 13.2                                      | 13.8                                      | 13.8                                      | 13.9                                      | 13.9                                      | 13.4                                      | 13.0                                      | 13.0                                      | 13.2                                      | 13.5                                      | 13.5                                      | 13.2                                      | 13.5                                      |
| Precipitación total (mm)                  | 106                                       | 126                                       | 201                                       | 317                                       | 384                                       | 290                                       | 268                                       | 268                                       | 312                                       | 304                                       | 210                                       | 132                                       | 2918                                      |
| Horas de sol                              | 229.4                                     | 207.2                                     | 232.5                                     | 231.0                                     | 254.2                                     | 267.0                                     | 282.1                                     | 282.1                                     | 255.0                                     | 232.5                                     | 204.0                                     | 223.2                                     | 2900.2                                    |
| Humedad relativa (%)                      | 75                                        | 75                                        | 79                                        | 86                                        | 88                                        | 86                                        | 83                                        | 83                                        | 83                                        | 87                                        | 86                                        | 81                                        | 82.7                                      |
| Fuente: Climate Data                      |                                           |                                           |                                           |                                           |                                           |                                           |                                           |                                           |                                           |                                           |                                           |                                           |                                           |